# Grand Prix Jules Lowie 1949
La 6e édition du Grand Prix Jules Lowie, devenu la Nokere Koerse en 1963, a eu lieu le 27 avril 1949. Elle a été remportée par le Belge Ernest Sterckx.

## Classement final
Ernest Sterckx remporte la course.
| Classement final, | Classement final,    | Classement final, | Classement final, | Classement final, |
|                   | Coureur              | Pays              | Équipe            | Temps             |
| ----------------- | -------------------- | ----------------- | ----------------- | ----------------- |
| 1er               | Ernest Sterckx       | Belgique          | Ganna             |                   |
| 2e                | Maurice Desimpelaere | Belgique          |                   |                   |
| 3e                | Michel Remue         | Belgique          |                   |                   |
| modifier          |                      |                   |                   |                   |